# Gmina Valgjärve
Gmina Valgjärve (est. Valgjärve vald) – gmina wiejska w Estonii, w prowincji Põlva.
W skład gminy wchodzi:
- 16 wsi: Abissaare, Aiaste, Hauka, Kooli, Krüüdneri, Maaritsa, Mügra, Pikajärve, Pikareinu, Puugi, Saverna, Sirvaste, Sulaoja, Tiido, Valgjärve, Vissi.